# صفی‌آباد (مینودشت)
صفی‌آباد، روستایی است از توابع بخش مرکزی شهرستان مینودشت در استان گلستان ایران.

## جمعیت
این روستا در دهستان کوهسارات قرار داشته و بر اساس سرشماری سال ۱۳۸۵ جمعیت آن ۱٬۳۷۹ نفر (۳۵۲ خانوار)
بوده است.

## مردم
```
ترکیب جمعیتی این روستا از اقوام ترک زبان و فارسی زبان است. که 90 درصد جمعیت این روستا را ترک زبانان به فامیلی تیموری هستن. 
```